# Tatocnemis sinuatipennis
Tatocnemis sinuatipennis – gatunek ważki z monotypowej rodziny Tatocnemididae. Endemit Madagaskaru; znany z kilku stanowisk w północnej i środkowo-wschodniej części wyspy.